# Jean-Christophe Bette
Jean-Christophe Bette (Saint-Germain-en-Laye, 3 de diciembre de 1977) es un deportista francés que compitió en remo.
Participó en dos Juegos Olímpicos de Verano, obteniendo una medalla de oro en Sídney 2000, en la prueba de cuatro sin timonel ligero, y el cuarto lugar en Pekín 2008, en la misma prueba.
Ganó nueve medallas en el Campeonato Mundial de Remo entre los años 1998 y 2012, y dos medallas de oro en el Campeonato Europeo de Remo, en los años 2009 y 2010.

## Palmarés internacional
| Juegos Olímpicos   | Juegos Olímpicos            | Juegos Olímpicos  | Juegos Olímpicos          |
| Año                | Lugar                       | Medalla           | Prueba                    |
| ------------------ | --------------------------- | ----------------- | ------------------------- |
| 2000               | Sídney (Australia)          | Medalla de oro    | Cuatro sin timonel ligero |
| Campeonato Mundial |                             |                   |                           |
| Año                | Lugar                       | Medalla           | Prueba                    |
| 1998               | Colonia (Alemania)          | Medalla de oro    | Dos sin timonel ligero    |
| 2001               | Lucerna (Suiza)             | Medalla de oro    | Ocho con timonel ligero   |
| 2001               | Lucerna (Suiza)             | Medalla de bronce | Cuatro sin timonel ligero |
| 2005               | Kaizu (Japón)               | Medalla de oro    | Cuatro sin timonel ligero |
| 2006               | Eton (Reino Unido)          | Medalla de plata  | Cuatro sin timonel ligero |
| 2007               | Múnich (Alemania)           | Medalla de plata  | Cuatro sin timonel ligero |
| 2009               | Poznań (Polonia)            | Medalla de oro    | Dos sin timonel ligero    |
| 2010               | Cambridge (Nueva Zelanda)   | Medalla de oro    | Dos sin timonel ligero    |
| 2012               | Plovdiv (Bulgaria)          | Medalla de bronce | Dos sin timonel ligero    |
| Campeonato Europeo |                             |                   |                           |
| Año                | Lugar                       | Medalla           | Prueba                    |
| 2009               | Brest (Bielorrusia)         | Medalla de oro    | Cuatro sin timonel ligero |
| 2010               | Montemor-o-Velho (Portugal) | Medalla de oro    | Dos sin timonel ligero    |